# HQ Весов
HQ Весов (лат. HQ Librae) — двойная эллипсоидальная переменная звезда (ELL:) в созвездии Весов на расстоянии (вычисленном из значения параллакса) приблизительно 5459 световых лет (около 1674 парсеков) от Солнца. Видимая звёздная величина звезды — от +11m до +10,6m.

## Характеристики
Первый компонент — бело-голубая звезда спектрального класса B7. Эффективная температура — около 8000 К.